# Green Lake
Green Lake é uma cidade localizada no estado norte-americano de Wisconsin, no Condado de Green Lake.

## Demografia
Segundo o censo norte-americano de 2000, a sua população era de 1100 habitantes.
Em 2006, foi estimada uma população de 1153, um aumento de 53 (4.8%).

## Geografia
De acordo com o United States Census Bureau tem uma área de
4,2 km², dos quais 3,6 km² cobertos por terra e 0,6 km² cobertos por água. Green Lake localiza-se a aproximadamente 260 m acima do nível do mar.

## Localidades na vizinhança
O diagrama seguinte representa as localidades num raio de 16 km ao redor de Green Lake.